# مخفض متحد المركز

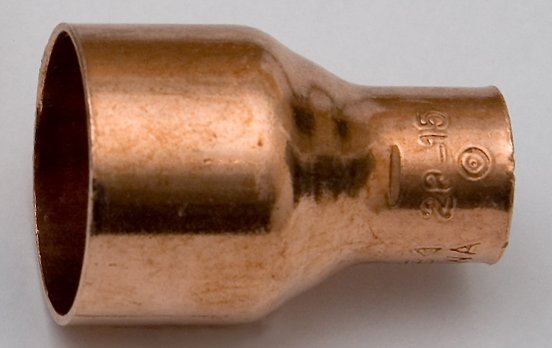

يستخدم المخفض متحد المركز في وصل الأنابيب التي لها نفس المحور. المخفض متحد المركز يكون مخروطي الشكل، يستخدم في حال وجود تغير في قطر الأنبوب. فعلى سبيل المثال، إذا ما وجد داعٍ لتغيير قطر الأنبوب من 1 إنش إلى 3/4 إنش، فيتم وصلها بمخفض مركزي بشرط أن تكون قمة الأنبوب أو قاعه على نفس مستوى قمة أو قاع الأنبوب الأول  المخفض متحد المركز يكون له محور مشترك واحد على عكس المخفض اللامركزي. المخفض متحد المركز يكون مفيد في حالات التكهف.